# Maartenskerk (Wemeldinge)

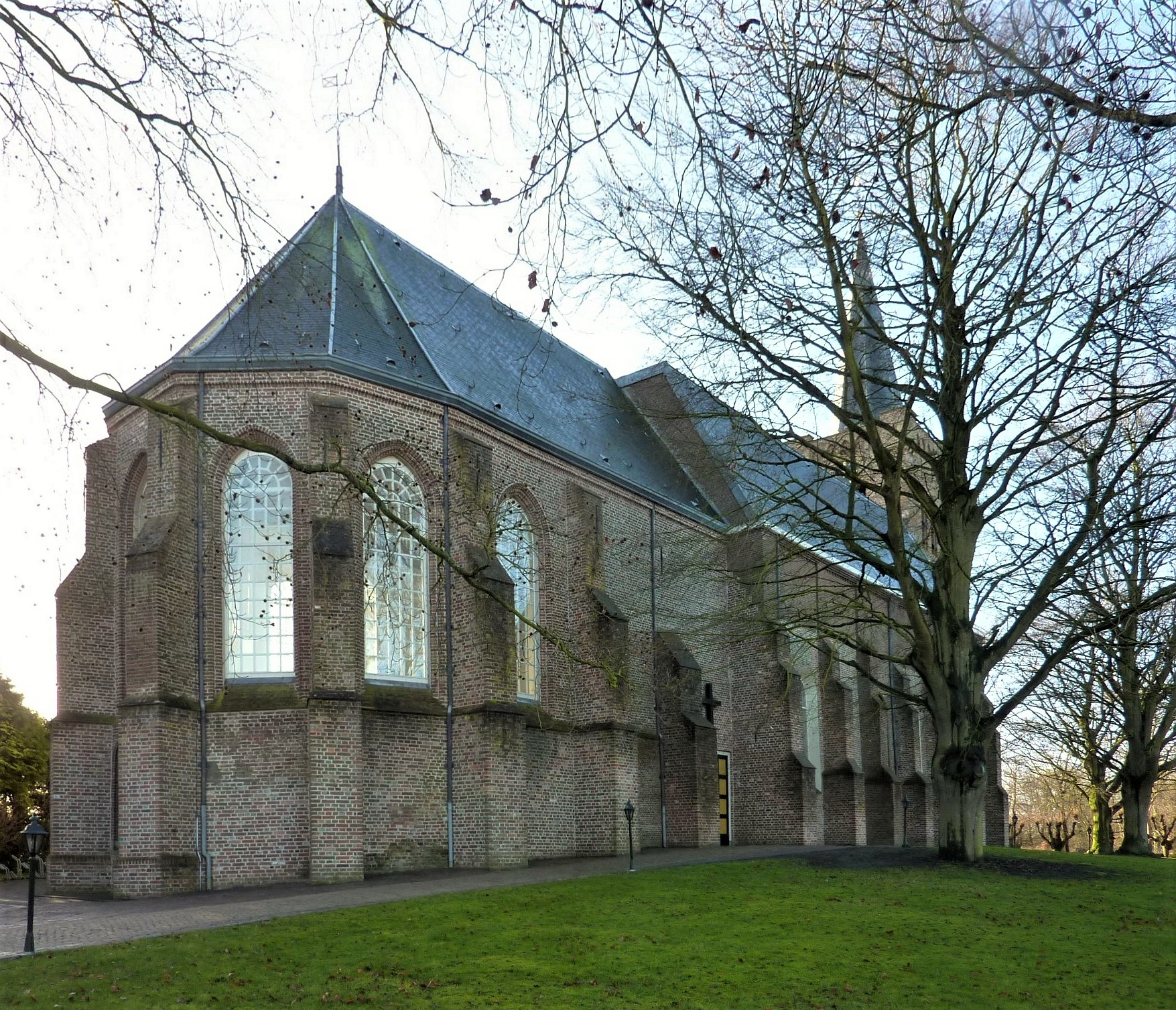
Die Maartenskerk

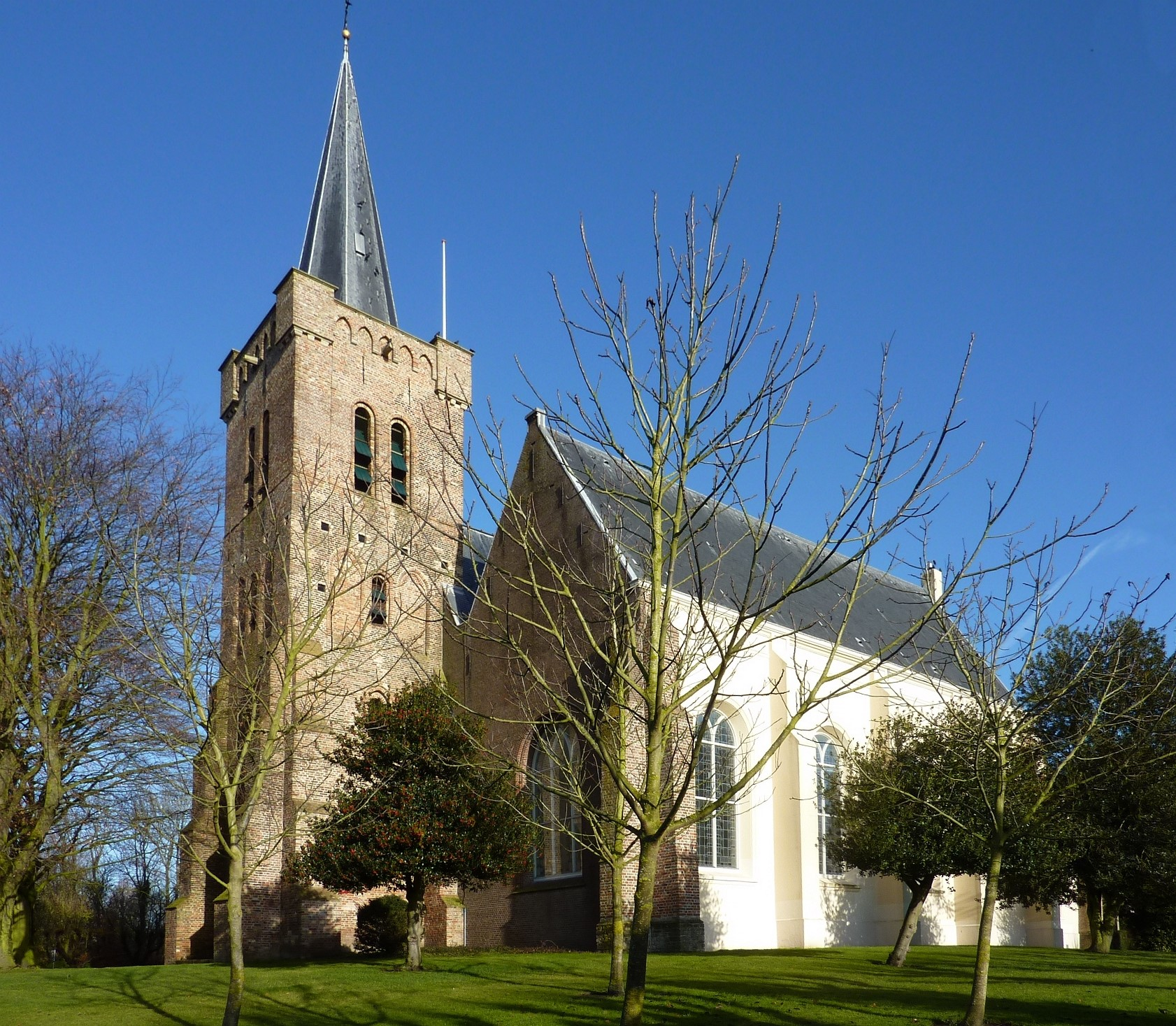
Blick zu Turm und südlichem Seitenschiff

Die Maartenskerk (deutsch Martinskirche; auch Protestantse Kerk genannt, deutsch Protestantische Kirche) ist ein Kirchengebäude der Protestantischen Kirche in den Niederlanden in Wemeldinge in der Gemeinde Kapelle in der Provinz Zeeland.
Das Kirchenschiff sowie der Turm der Kirche sind seit 1967 als Rijksmonumente eingestuft.

## Geschichte
Die Maartenskerk entstand im 11. Jahrhundert auf einem Vliedberg als Tochterkirche des Westmünsters zu Middelburg und stellt die älteste Kirche Zuid-Bevelands dar. Baubefunde im Mauerwerk der heutigen gotischen Kirche deuten auf einen Vorgängerbau in basilikalen Formen hin.
Ältester Teil der Kirche ist der Turm aus dem 14. Jahrhundert. Ihm wurde im 15. Jahrhundert ein einschiffiges Langhaus mit fünfseitig geschlossenem Chor angefügt. Um 1500 wurde dem Langhaus ein südliches Seitenschiff in gleicher Höhe angebaut und so der Charakter einer Hallenkirche geschaffen.

## Ausstattung
An der Kanzel ist die Kanzeluhr erhalten.